# 1. FC Union Berlin (féminines)
Maillots
Actualités
La section féminine du 1. FC Union Berlin est un club féminin de football allemand basé à Berlin.

## Histoire
L'Union Berlin effectue quelques passages en 2. Bundesliga en 2007, 2014 et 2016, chaque fois suivis d'une relégation rapide.
En 2024, le club remporte tous ses matches de Regionalliga, étrille le SV Henstedt-Ulzburg en barrages (8-0, 2-0) et obtient sa promotion en deuxième division. À partir de cette saison-là, l'équipe féminine évolue dans le même stade que l'équipe masculine, An der Alten Försterei. Après une saison seulement, l'Union est promue dans l'élite pour la première fois de son histoire. C'est le premier club berlinois en Frauen-Bundesliga depuis la relégation du Tennis Borussia en 2010.